# Magistrala komunikacyjna

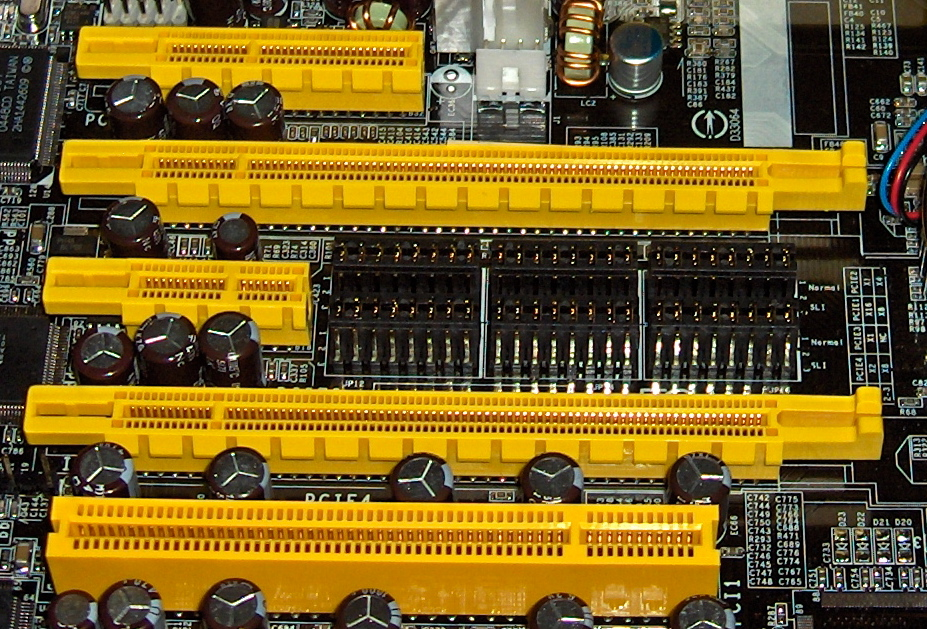
Gniazda krawędziowe magistrali PCI (najbliższa) i PCI Express (pozostałe)

Magistrala komunikacyjna, magistrala (ang. bus) – zespół linii przenoszących sygnały oraz układów wejścia-wyjścia służących do przesyłania sygnałów między połączonymi urządzeniami w systemach mikroprocesorowych.
W magistrali można wyróżnić trzy podstawowe rodzaje szyn:
1. sterująca (kontrolna) – określa rodzaj operacji, jaki ma być wykonany, np. zapis czy odczyt danych;
2. adresowa (rdzeniowa) – określa adres w pamięci lub urządzenia, której dotyczy operacja;
3. danych – tą szyną przesyłane są właściwe dane.

Niektórymi liniami magistrali mogą być przesyłane dane z różnych szyn, a w magistrali szeregowej wszystkie dane przesyłane są jedną linią.
Ze względu na typ prowadzonej transmisji magistrale można podzielić na:
1. Równoległe – sygnały przesyłane są równolegle, jednocześnie wieloma kanałami (np. przewodami, ścieżkami); do magistral tego typu należą m.in. PCI, AGP, FSB.
2. Szeregowe – sygnały są przesyłane szeregowo, jednym lub wieloma pojedynczymi kanałami; do nich należą magistrale: USB, RS-232, PCI Express.

Ze względu na sposób transmisji można wyróżnić magistrale:
- jednokierunkowe (ang. simplex) – dane przepływają tylko w jednym kierunku;
- dwukierunkowe (ang. duplex) – dane mogą przepływać w obu kierunkach; możliwe są tu dwa przypadki:
  - dane mogą przepływać w obu kierunkach jednocześnie (ang. full duplex);
  - dane w określonym momencie mogą przepływać tylko w jednym kierunku (ang. half duplex).

Magistrala jest elementem, dzięki któremu system komputerowy staje się jedną całością. Szerokość magistrali, a dokładniej liczba równoległych ścieżek szyny danych, określa ile bitów danych może ona przesłać za jednym razem – w jednym takcie zegara.

## Przykłady magistral
- PCI
- AGP
- USB
- RS-232
- FSB
- I²C
- ISA
- DMI
- QPI
- ADB
- S-100